# USCG Cuyahoga
El USCGC Cuyahoga (WIX-157) fue un barco patrullero de clase activa construido en 1927 que participó en la Segunda Guerra Mundial. El Cuyahoga se hundió después de una colisión nocturna en la bahía de Chesapeake mientras patrullaba en 1978. Más tarde fue rescatado y hundido nuevamente como arrecife artificial frente a la costa de Virginia y es un sitio popular para el buceo recreativo.

## Hundimiento
El 20 de octubre de 1978, el Cuyahoga era el buque más antiguo en servicio en la Guardia Costera y estaba realizando un crucero de entrenamiento nocturno durante un clima despejado. Se dirigía al norte a 12 nudos en la bahía de Chesapeake frente al faro Smith Point, cerca de la desembocadura del río Potomac. A las 8:45 p. m., el candidato a oficial de cubierta Earl Fairchild informó haber avistado una luz en el horizonte norte. El oficial al mando, el suboficial jefe Donald K. Robinson, confirmó esta observación y, después de evaluar el contacto por radar, identificó erróneamente el contacto como una pequeña embarcación que se dirigía hacia el norte de manera similar, probablemente un barco pesquero que giraba hacia el río Potomac a 15.700 yardas. De hecho, era el carguero argentino de graneles de 521 pies, M/V Santa Cruz II, cargado con 19.000 toneladas de carbón, con destino a San Nicolás de los Arroyos, Argentina, viajando hacia el sur a más de 14 nudos.
El piloto del Santa Cruz, John P. Hamill, identificó al Cuyahoga, y ni él ni el capitán del barco, Abdelardo Albornoz, se preocuparon porque los dos barcos parecían estar pasando puerto a puerto. Cuando los dos buques estaban a 1200 yardas de distancia, el Cuyahoga giró hacia el oeste, en la trayectoria del Santa Cruz, para entrar en el río Potomac y atracar para pasar la noche. Hamill hizo sonar inmediatamente el silbato del Santa Cruz para indicar que mantendría el rumbo y la velocidad y que el cúter debía volver a su rumbo original. Después de esperar 30 segundos sin ninguna respuesta del Cuyahoga, Hamill hizo sonar una advertencia de peligro con cinco pitidos cortos.
Robinson todavía creía que el barco era un pequeño barco pesquero y que también estaba virando hacia el río Potomac, hizo sonar su silbato en señal de reconocimiento y giró más hacia el oeste. Robinson se dio cuenta de que estaba a punto de colisionar con un carguero y ordenó "que se pararan todos los motores" y luego "que se diera marcha atrás". A las 21:07, la proa bulbosa submarina del Santa Cruz atravesó la mitad del barco del Cuyahoga, a 12 metros de la popa, y lo hizo girar en un ángulo de 50 grados. Robinson había dado marcha atrás y se había puesto de nuevo en la trayectoria del Santa Cruz.
El Cuyahoga se hundió a los dos minutos de la colisión a 58 pies de profundidad. El barco utilitario Boston Whaler de 13 pies del cúter se había desprendido del barco que se hundía y el contramaestre Roger Wild colocó a los supervivientes heridos en el bote. Los ilesos se aferraron a los costados del barco hasta que el carguero regresó para recoger a los supervivientes. Once a bordo del Cuyahoga murieron, pero 18 sobrevivieron.
El Informe de siniestro marítimo, número USCG 16732/92368, de fecha 31 de julio de 1979, concluyó:

El Comandante ha determinado que la causa próxima del siniestro fue que el oficial al mando del USCGC CUYAHOGA no identificó correctamente las luces de navegación que mostraba el M/V SANTA CRUZ II. Como resultado, no comprendió que los buques se encontraban en una situación de encuentro y alteró el rumbo del CUYAHOGA hacia babor, lo que llevó a su buque a la trayectoria del SANTA CRUZ II.

## Reflote y hundimiento post colisión
Dos grúas flotantes de la Marina de los EE. UU. fueron llevadas al lugar del hundimiento y el 29 de octubre de 1978 el Cuyahoga fue izado. Fue remolcado a Portsmouth, Virginia, donde se parchó el agujero. El 26 de noviembre de 1978, se decidió hundir el barco en el Océano Atlántico frente a los cabos de Virginia para crear un arrecife artificial para la pesca. El Cuyahoga fue remolcado 15 millas náuticas (28 km; 17 mi) de la costa y el 29 de marzo de 1979 fue hundido. Se encuentra en posición vertical en el fondo del mar a 100 pies (30 metros) de agua.